# Барятино (Данковский район)
Баря́тино — село в Данковском районе Липецкой области России, входит в состав Спешнево-Ивановского сельсовета.

## Географическое положение
Село расположено на берегу реки Вязовка в 25 км на северо-запад от центра поселения села Спешнево-Ивановское и 35 км на северо-запад от райцентра города Данков.

### Название
Название — по владельцам князьям Барятинским.

## История
Архангельское (Барятино тож) в качестве новоселебного села с церковью Архистратига Божьего Михаила упоминается в окладных книгах 1676 года. По просьбе одного из владельцев села, в числе коих упоминается князь Г.Ф. Барятинский, Петра Федоровича Нащокина в 1791 году дозволено было строить, вместо деревянной, каменную церковь в честь Архистратига Михаила. В 1823 году подана была просьба о перекрытии церкви, в 1886 году устроен был придел Флоро-Лаврский. С 1875 года в селе существовала школа. В 1903-1904 годах по благословению еп. Рязанского и Зарайского Димитрия (Сперовского) был возведен 2-этажный кирпичный собор во имя мц. Софии (вместимостью 600 чел.), а также колокольня с 8 колоколами (самый большой весил 242 пуда). 17 сент. 1904 г. еп. Рязанский и Зарайский Аркадий (Карпинский) освятил главный престол на верхнем этаже. 25 апр. 1906 г. настоятель скопинского в честь Сошествия Св. Духа на апостолов мон-ря Рязанской епархии архим. Иосиф освятил нижний храм в честь Ахтырской иконы Божией Матери. Известен проект собора, составленный архит. А. Шестерниковым, по которому он должен был напоминать Успенский собор во Владимире (Вагнер, Чугунов).
В XIX — начале XX века село входило в состав Одоевской волости Данковского уезда Рязанской губернии. В 1906 году в селе было 114 дворов.
С 1928 года село являлось центром Барятинского сельсовета Данковского района Козловского округа Центрально-Чернозёмной области, с 1934 года — в составе Воскресенского района, с 1954 года — в составе Липецкой области, с 1963 года — вновь в составе Данковского района, с 2011 года — в составе Спешнево-Ивановского сельсовета.

## Население
| 1859 | 1897 | 1906 | 2010 |
| ---- | ---- | ---- | ---- |
| 812  | ↘687 | ↗722 | ↘425 |

## Инфраструктура
В селе действует филиал МБОУ СОШ села Берёзовка.